# Loc-Envel
Loc-Envel is een gemeente in het Franse departement Côtes-d'Armor (regio Bretagne) en telt 78 inwoners (2009). De plaats maakt deel uit van het arrondissement Guingamp.

## Geografie
De oppervlakte van Loc-Envel bedraagt 3,4 km², de bevolkingsdichtheid is dus 22,9 inwoners per km².
De onderstaande kaart toont de ligging van Loc-Envel met de belangrijkste infrastructuur en aangrenzende gemeenten.

## Demografie
Onderstaande figuur toont het verloop van het inwonertal (bron: INSEE-tellingen).

1. ↑  Populations de référence 2022.